# Royuela
Royuela es municipio y localidad española de la provincia de Teruel, en la comunidad autónoma de Aragón. El término municipal, situado en el sector central de la sierra de Albarracín, tiene una población de 225 habitantes (INE 2024).

## Geografía
El río de la Fuente del Berro y el arroyo del Garbe se unen en una amplia zona llana, en cuyo fondo se localizan las casas de Royuela. El origen de esta amplia depresión en el interior de la sierra está en la sobreexcavación generada por estos ríos en los sedimentos blandos del Triásico, que afloran aquí en un pequeño anticlinal cortado por la red fluvial. Los márgenes del valle son más abruptos debido a la dureza de las dolomías del Lías, que forman una especie de gran anfiteatro que se cierra bruscamente hacia el norte, al penetrar de nuevo el río en los sedimentos duros, y en el este, en donde el cañón del molino de las Pisadas de Calomarde se prolonga en el Puntal de Mateo manteniendo durante algo más de 1 km la morfología de cañón calizo, con casi 200 m de profundidad y extensos canchales de caliza en sus vertientes; el río de la Fuente del Berro salta en su fondo irregular entre rocas calizas y restos de terrazas travertínicas cuaternarias, creando un paisaje de gran belleza. En su término se aprecia un dominio de los sabinares, con pocas especies acompañantes, salvo herbáceas y leñosas rastreras, entre las que destaca por su aspecto plateado la Artemisia assoana. Es un sabinar en buen estado de regeneración, a pesar de la presión antrópica a la que están sometidos mediante continuas podas y pastoreo.
El municipio tiene un área de 32,50 km² con una población de 212 habitantes, 115 hombres y 97 mujeres (INE 2021) y una densidad de 6,30 hab./km². Situada en el sector central de la sierra de Albarracín, a pocos kilómetros de la provincia de Cuenca. 

## Flora y fauna
En el entorno de Royuela hay mamíferos como ciervos, jabalíes, zorros, comadrejas, tejones, conejos, liebres, corzos y nutrias; anfibios como ranas, salamandras (raras veces) y sapos (muy frecuentes), y reptiles como lagartos, lagartijas, culebras y víboras. Entre las aves se encuentran perdices, turcazos, codornices, tordejas, jilgueros, alimoches y buitres leonados; entre los insectos mariposas (en especial isabelina) y libélulas; y entre los peces truchas y barbos.
Royuela se caracteriza por sus ejemplares de sabinas, la masa de pinar de la Sierra es mínima en Royuela. En el monte además predomina la carrasca, junto a los ríos los chopos, sargas y otros árboles de ribera. Se dan en la zona plantas aromáticas y medicinales como el tomillo, ajedrea y espliego, que inundan las primaveras y veranos con sus aromas y colores. Cabe destacar Puccinellia pungens es una gramínea endémica de la península ibérica que se puede encontrar en los afloramientos salinos de Royuela, en El Cuadrejón, La Hoyalda y Las Salinas y es una planta que solo, además de encontrarse en Royuela y en la laguna de Gallocanta, se puede localizar en otras dos localidades más, una en Albacete y otra en Segovia. Esta planta ha hecho que el Gobierno de Aragón declare las Salinas y las demás fuentes salobres de Royuela como enclave de interés botánico, catalogado con el número 40.

## Historia
La historia de Royuela se remonta a la prehistoria; se sabe de la existencia de un poblado, perteneciente a la I Edad de Hierro en la zona de Las Moyas; y se han encontrado en cuevas de la rambla Capalana diversos utensilios de uso de épocas de la prehistoria, como hachas de sílex.
El devenir de Royuela está unido a la ciudad de Albarracín, y la primera referencia datada se refiere a la suscripción de un convenio para el reparto de las tierras conquistadas por Alfonso II de Aragón y Calveto de Biel, que dice textualmente: "en toda Roiola cum suis salmis", aludiendo claramente a la explotación de Las Salinas de La Hoyalda.
El  21 de junio de 1257, por privilegio del rey Jaime I dado en Teruel, este lugar pasa a  formar parte de sesma de Frías de Albarracín en la comunidad de Santa María de Albarracín, que dependían directamente del rey, perdurando este régimen administrativo siendo la única que ha permanecido viva tras la aplicación del Decreto de Disolución de las mismas, en 1837, teniendo su sede actual en Tramacastilla.
Entre 1208 y 1210 se funda el monasterio de Santa María de la Orden de los Trinitarios, que impulsa la puesta en cultivo de las tierras del Val de Royuela, y se dedica a la redención de los cautivos presos por los musulmanes. Las Salinas de La Hoyalda son un medio importante para la economía de los Señores de Albarracín.
Durante muchos años la vida social y económica de Royuela gira alrededor del monasterio, pero durante el siglo XIX se produjeron una serie de desamortizaciones, impulsadas por los políticos ilustrados, que hicieron entrar en declive a la Orden de los Trinitarios en Royuela, y el monasterio acabó por desaparecer, repartiéndose las tierras de labor entre los vecinos. Hacia mediados del siglo XIX el lugar tenía contabilizada una población de 286 habitantes. Aparece descrito en el decimotercer volumen del Diccionario geográfico-estadístico-histórico de España y sus posesiones de Ultramar de Pascual Madoz de la siguiente manera:

ROYUELA: l. con ayunt. en la prov. de Teruel (8 leg.), part. jud. y dióc. de Albarracin (2), aud. terr. de Zaragoza (26) , y c g. de Aragon. sit. en el centro de la sierra de Albarracin en un valle rodeado de montes y praderas: el clima es frio, y las enfermedades mas comunes las intermitentes. Se compone de 50 casas, entre ellas la del ayunt.; una escuela de instruccion primaria muy poco concurrida; igl. parr. (San Bartolomé) servida por un cura de concurso y provision ordinaria, y un cementerio junto á la igl. que en nada perjudica la salud pública. Tenia un convento de trinitarios calzados, que fue destruido por los carlistas en 1840. Confina el térm. por el N. con el de Torres; E. Saldon; S. Terriente, y O. Moscardon; se estiende una leg. de N. á S., y 1 1/2 de E. á O.; corre por el térm. un riach. procedente de los muchos manantiales de la sierra de Albarracin, el cual se reúne al r. Guadalaviar por el punto llamado Entrambas-aguas. El terreno es en parte llano y en otras quebrado: en muchas de sus tierras abunda el salitre, siendo generalmente de regular calidad; hay algunos prados naturales que crian escelenles pastos para los ganados. Los caminos son de herradura, dirigiéndose á los pueblos inmediatos. La correspondencia se busca en Albarracin. prod.: trigo geja, centeno, cebada, avena y patatas; hay ganado lanar y cabrio, y caza de conejos, perdices y liebres. pobl.: 72 vec., 286 alm. riqueza imp.: 61,702 rs.
(Madoz, 1849, p. 578)

A principios del siglo XX, las haciendas de La Torre, La Peña, el Lozano, etc., propiedad de familias de la burguesía, son adquiridas por los vecinos de Royuela (excepto Santa Lucía y Conejera) y se realiza un reparto de las tierras de labor y del monte. Durante la guerra civil española se incendia la masía de La Peña, y al poco de finalizar la contienda se derrumba la masía de La Torre.
La actual iglesia de San Bartolomé es el resultado de diversos momentos constructivos. Presenta tres naves en las que únicamente se conservan las bóvedas de crucería sencilla del siglo XVI o comienzos del XVII en algunos tramos de la nave central y en otros de la nave lateral. En un momento inmediatamente posterior construyeron las bóvedas y la cúpula decoradas con motivos de raigambre manierista, como los casetones y puntas de clavos. Ya en el siglo XVIII se utilizó la bóveda de arista para cubrir un tramo de la nave central y algunas capillas. La enhiesta torre, a los pies, parece ser la original. Tiene tres cuerpos cuadrados, solamente abiertos en el cuerpo superior con un vano a cada lado. El remate es un añadido posterior. El ayuntamiento, con lonja de dos vanos, se fecha en 1659, aunque en la actualidad se encuentra muy transformado.
Del antiguo convento de trinitarios que hubo en esta población, sólo se conserva en la iglesia parroquial, en muy mal estado, una Piedad del siglo XIV. La fundación del convento trinitario fue sobre la ermita románica que existía en Royuela. En 1208 el padre Baro dice: que el rey Pedro II de Aragón dona a San Juan de Mata la ermita de Santa María para que fundara convento a la vez que en Teruel. Permanecen hasta 1835 que con la desamortización de Mendizábal se van de Royuela. En 1600 se cierra el convento de Motos (Guadalajara) y pasan los trinitarios a Royuela con La Virgen de los Dolores que la dieron al pueblo y preside la iglesia, celebrando su fiesta el cuarto domingo de septiembre. Fray José Rodríguez escribió la historia de los trinitarios y cuenta que la  primera idea de modificar el calendario Juliano partió de esta convento, se llevó la propuesta a Roma y se aparcó, con posterioridad se retomó y en 1582 fue Gregorio XII quien introduce la modificación. Fray Pedro provincial, teólogo, residía en el convento de Royuela y fue obispo "Quisamonense" auxiliar del de Albarracín 1388, de Diego Pérez de Heredia mientras estaba en Segorbe. Juan Sánchez nació en Ateca (Zaragoza), fue ordenado sacerdote en Royuela por Andrés Balaguer, murió en Valencia en opinión de santidad. El 3 de enero de 1840 los carlistas le prenden fuego. En 1854 sus ruinas se usan como cementerio.

## Demografía
Royuela cuenta con una población de 225 habitantes (INE 2024).
| Gráfica de evolución demográfica de Royuela entre 1842 y 2021                                                       |
| |
| Población de derecho según los censos de población del INE Población de hecho según los censos de población del INE |

## Administración y política

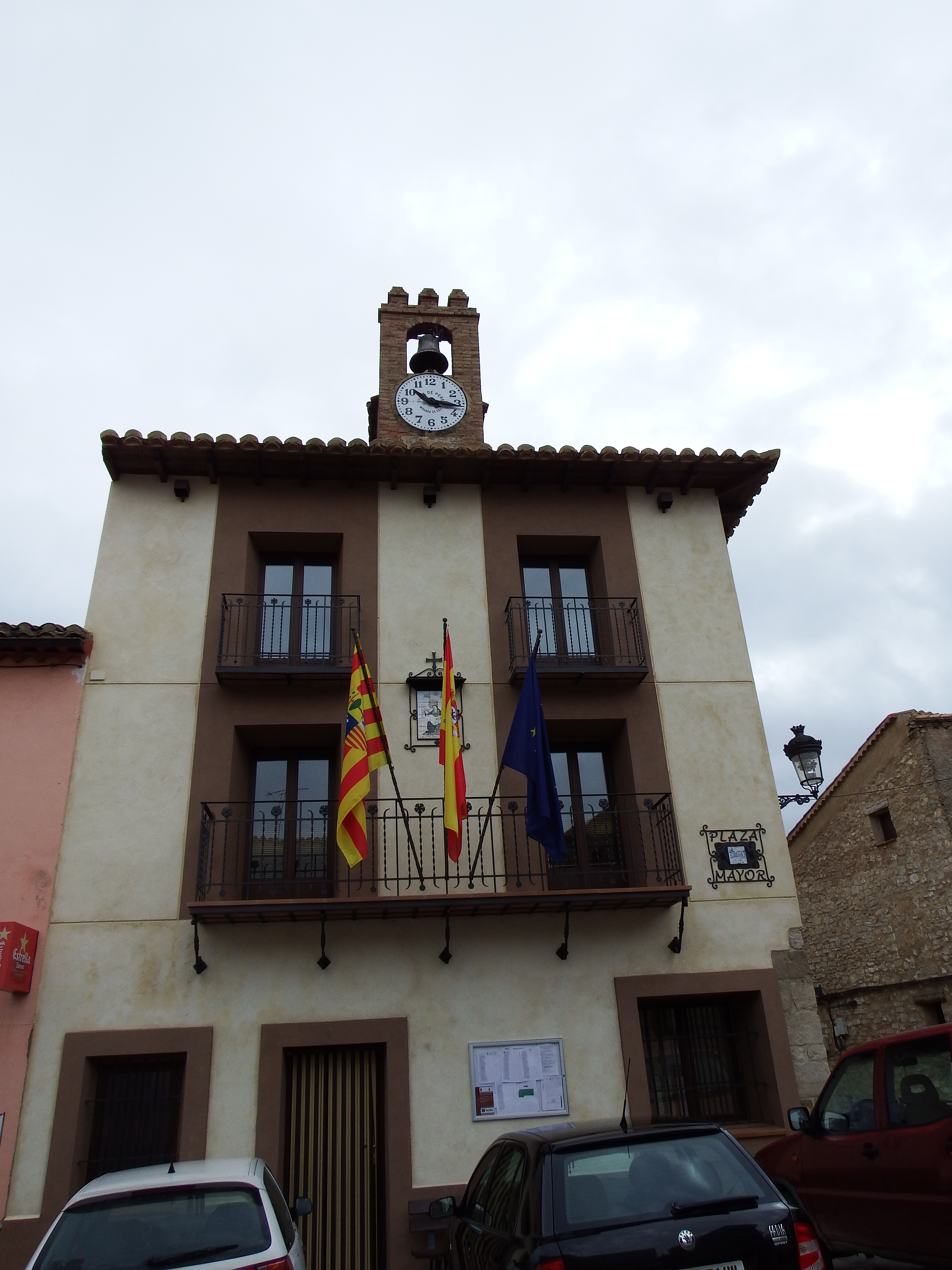
Casa consistorial

| Período   | Alcalde                   | Partido |  |
| --------- | ------------------------- | ------- |  |
| 1979-1983 | Lorenzo Blesa Caballero   | UCD     |  |
| 1983-1987 | Jesús López Sáez          | PAR     |  |
| 1987-1991 | Jesús López Sáez          | PAR     |  |
| 1991-1993 | Francisco Serra Lozano    | PP      |  |
| 1993-1995 | José Ángel Lozano López   | PSOE    |  |
| 1995-1999 | José Ángel Lozano López   | PSOE    |  |
| 1999-2003 | Jesús Hernández Sáez      | PP      |  |
| 2003-2007 | Jesús Hernández Sáez      | PP      |  |
| 2007-2011 | José Blas Sánchez Vicente | PP      |  |
| 2011-2015 | José Luis Vicente Navarro | PP      |  |
| 2015-2019 | Lorenzo Blesa Caballero   | PAR     |  |
| 2019-2023 | Lorenzo Blesa Caballero   | PAR     |  |
| 2023-     | Lorenzo Blesa Caballero   | PAR     |  |

| Partido político    | Partido político                                   | 2003   | 2007   | 2011   | 2015   |
| Partido político    | Partido político                                   | Ediles | Ediles | Ediles | Ediles |
|                     | Partido Aragonés (PAR)                             | 1      | 1      | 1      | 3      |
|                     | Compromiso con Aragón (CA)                         | —      | —      | 3      | 1      |
|                     | Partido Popular de Aragón (PP)                     | 4      | 4      | 1      | 1      |
|                     | Partido de los Socialistas de Aragón (PSOE-Aragón) | 0      | 0      | 0      | 0      |
|                     | Chunta Aragonesista (CHA)                          | —      | 0      | —      | 0      |
|                     | Izquierda Unida (IU)                               | —      | 0      | —      | —      |
| Total de concejales | Total de concejales                                | 5      | 5      | 5      | 5      |

## Patrimonio

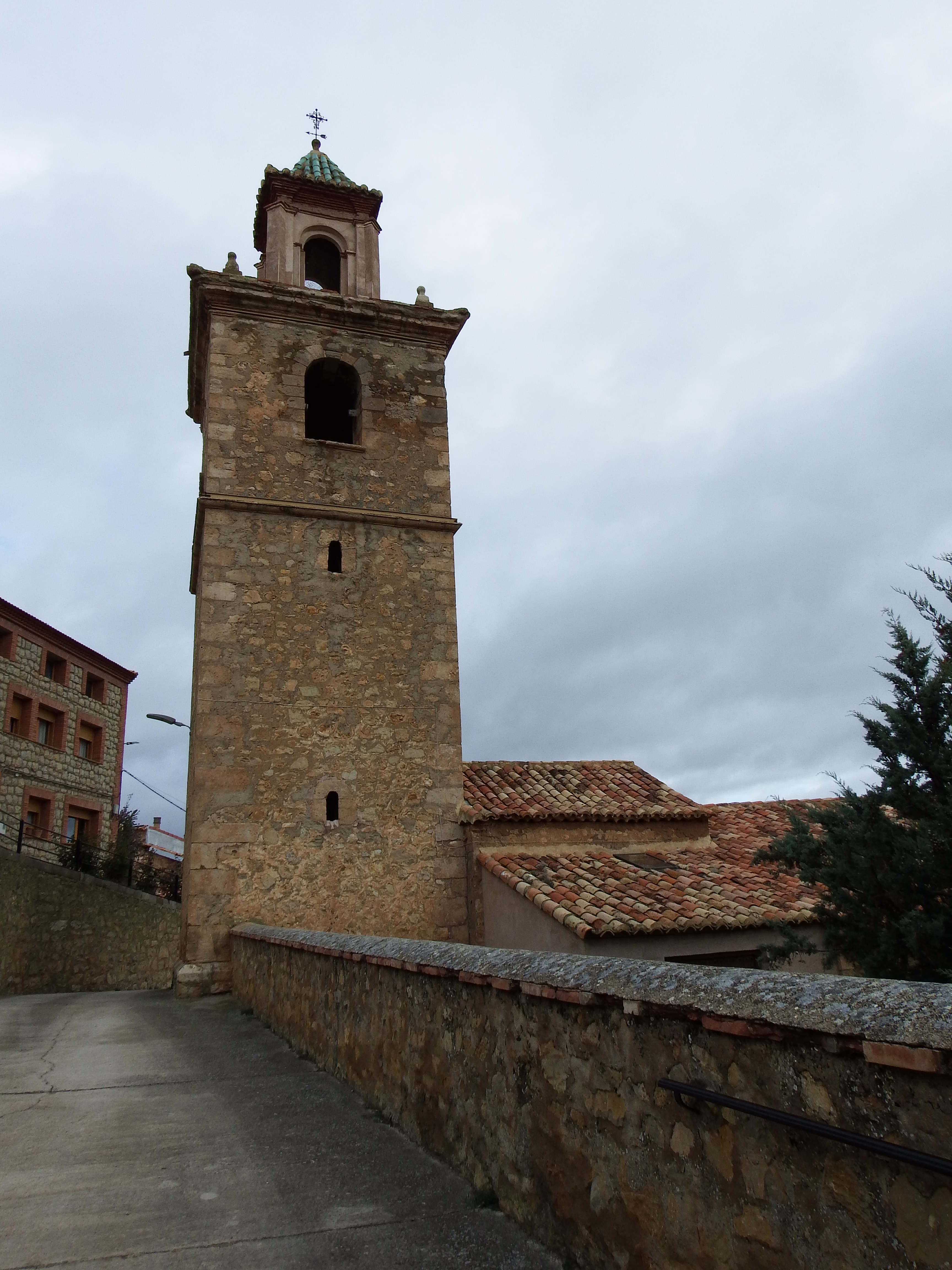
Torre de la iglesia de San Bartolomé

En la localidad hay una iglesia bajo la advocación de San Bartolomé.

## Fiestas
Royuela celebra a sus patronos en dos convocatorias festivas diferentes: alrededor del 24 de agosto se honra a San Bartolomé y el último domingo de septiembre a la Virgen de los Dolores, de profunda devoción en muchos de los pueblos de la sierra. Sin embargo, ambas comparten dos aspectos, la presencia del toro y la de los cargos. La tradición taurina de la comarca se manifiesta aquí en el encierro, que tiene lugar en la calle principal del pueblo donde el novillo o vaca brava se suelta con los mansos llegando hasta la plaza, adecuada para la ocasión. Los royuelanos lo torean y al día siguiente, tras otra capea, se mata, repartiéndose su carne entre los «socios». Por su parte, los cargos son ahora voluntarios distinguidos con una banda, encargados de ofrecer una recepción a las autoridades y asistir a los principales actos, que a su vez son agasajados por los cargos entrantes del año siguiente, de quienes reciben pan y vino en lo que se da en llamar «cambio de cargos». En la fiesta de la Virgen de los Dolores, además, realizan el bandeo de la bandera en la plaza Mayor, donde cada uno de ellos (alrededor de seis) demuestran su habilidad en una especie de exhibición mientras los niños se ponen debajo.
El cancionero de la población lo encabezan las antiquísimas coplas que se entonan en la procesión del Encuentro durante la Semana Santa y la salve a la Virgen en el Septenario de los Dolores.

### San Bartolomé
Royuela celebra las fiestas en honor a San Bartolomé el día 24 de agosto. Alrededor de esas fechas se organizan una serie de actos religiosos y festivos para preservar las tradiciones y para hacer de Royuela el centro festivo de la sierra de Albarracín.
Tiene especial relevancia el relevo de cargos y el reparto de pan y vino, los encierros, toros embolados, verbenas como parte de una amplia programación para niños y mayores.

### Virgen de los Dolores
El cuarto domingo de septiembre Royuela honra a su patrona, la Virgen de los Dolores, y para ello organiza desde el viernes anterior hasta el lunes una serie de actos religiosos y festivos.
El Calvario de la Virgen, los toros, verbenas y la comida de hermandad son algunos de los actos más significativos que los royuelanos preparan para honrar a su patrona.